# WRNO
WRNO (auch WRNO Worldwide) ist eine kommerzielle Kurzwellenstation in Metairie, Louisiana. Gesendet wird mit 50 kW auf der Kurzwellefrequenz 7505 kHz. WRNO ist auch das Rufzeichen einer UKW-Station in New Orleans. Beide Stationen wurden von Joseph Costello III gegründet. Die Station gehört heute laut eigener Website der Good News World Outreach, der Mission von Robert Mawire.
WRNO vermietet seine Sendezeit. Neben religiösen Programmen wurde auch die Rush Limbaugh Show ausgestrahlt.

## Geschichte
WRNO startete unter dem Rufzeichen 1982 als kommerzieller Musiksender auf Kurzwelle. Die FCC hatte bis zu WRNO lange keine privaten Kurzwellensender in den USA lizenziert. Zunächst wurde ein eigenes Rock-Format für WRMO produziert, später das Programm von WRNO-FM übernommen. Anfang der frühen 1990er vermietete die Station Sendezeit an religiöse Produzenten und politische Programme wie Rush Limbaughs Programm. Nach dem Scheitern des Rockmusikkonzepts wurde die Station 2001 an Missionare aus Texas verkauft. Nachdem kein dauerhafter Betrieb der vorhandenen Sendetechnik mehr gelungen war, wurde 2005 ein neuer Sender einer Firma in Costa Rica installiert. Dessen Inbetriebnahme scheiterte jedoch zunächst an den Auswirkungen des Wirbelsturms Katrina.
Erst ab 2008 strahlte WRNO wieder Sendungen aus. Auch anschließend blieben technische Probleme und lange Ausfälle an der Tagesordnung. Bei der erneuten Inbetriebnahme des Senders 2016 beteiligte sich als Berater der Rundfunktechniker, der auch die Kurzwellenstation KJES in New Mexico reaktivieren will.